# Khadja Nin
Khadja Nin, burundijska pevka in glasbenica, * 27. junij 1959.
Kadhja Nin se je rodila v Burundiju kot najmlajša od osmih otrok. Njen oče je bil diplomat. Tako kot njeni bratje in sestre se je že zgodaj začela ukvarjati z glasbo. Z izjemnim pevskim glasom je v starosti sedem let postala ena od vodilnih vokalistk zbora mesta Bujumbura in je nastopala v lokalni stolnici. Leta 1975 se je iz Burundija preselila v Zaire in se leta 1978 poročila. Leta 1980 je z dveletnim sinom emigrirala v Belgijo. Leta 1985 je podpisala pogodbo z založbo BMG. Njen drugi album, izdan leta 1994 pod naslovom Ya Pili, so kritiki sprejeli z veliko pohvalo.
Glasbeni preboj je dosegla leta 1996 z izjemno priljubljenim albumom Sambolera, ki ga je pela v svahiliju, kirundščini in francoščini. Leta 1997 je v duetu z Montserratom Caballéjem izvajala skladbo Sailing, ki je izšla na albumu Friends For Life. Svojo osebno znamko si je zgradila z uspešno mešanico afriških ritmov in sodobnega popa. Ena od njenih najbolj priljubljenih skladb je Sina Mali, Sina Deni, prevedena priredba skladbe Free Stevieja Wonderja. Januarja 2000 je pela v Parizu s Stingom in Chebom Mamijem. 
Leta 2006 se je znova poročila, in sicer z nekdanjim belgijskim dirkačem formule 1 Jackyjem Ickxem. V zakonu se jima je rodil sin. Khadja Nin zdaj živi v Monaku in Ohainu (južno od Bruslja) in je ambasadorka Unicefa.
Leta 2018 je bila članica žirije filmskega festivala v Cannesu; žiriji je predsedovala Cate Blanchett, drugi člani pa so bili še igralki Léa Seydoux in Kristen Stewart, režiser Ava DuVernay, igralec Chang Chen in režiserji Robert Guédiguian, Denis Villeneuve ter Andrey Zvyagintsev.

## Diskografija
- 1992 – Khadja Nin
- 1994 – Ya Pili
- 1996 – Sambolera
- 1998 – Ya ...